# Gardenscapes
Gardenscapes là một trò chơi miễn phí được phát hành bởi Playrix vào tháng 8 năm 2016. Nó có sẵn trên hệ đièu hành iOS và Android và trên Facebook. Trò chơi kết hợp các yếu tố mô phỏng và cơ chế ghép 3 truyền thống.

## Giới thiệu
Gardenscapes là một trò chơi giải đố ghép 3, trong đó lối chơi cốt lõi dựa trên việc hoán đổi hai Element liền kề để tạo thành một hàng hoặc cột ít nhất ba Element. Mỗi cấp độ đều có một mục tiêu, ví dụ bao gồm thu thập một số Element nhất định, định vị chú lùn trong vườn, đào ngọc lục bảo, đốt pháo, hoặc loại bỏ cây thường xuân. Gardenscapes bao gồm một số khu vực. Bằng cách hoàn thành cấp độ trận đấu 3, người chơi kiếm được sao và tiền xu để hoàn thành các nhiệm vụ và bắt đầu tiến triển theo cốt truyện bằng cách mở khóa các khu vực mới). Người chơi được thử thách hoàn thành các nhiệm vụ khác nhau và sử dụng một loạt các vật phẩm trang trí để tạo ra khu vườn độc đáo của riêng mình với sự giúp đỡ của Austin the Butler. Người chơi có cơ hội kết bạn với các nhân vật trong trò chơi, theo dõi và thi đấu, cạnh tranh với các người chơi khác. Ngoài ra, người chơi có thể tham gia vào các Event và thu thấp các giải thưởng, đồ trang trí,...

## Cốt truyện
Gardensacpes mở đầu bằng việc Austin chuyển đến một khu biệt thự bỏ hoang. Nơi đây rất hỗn độn và bừa bãi, đặc biệt là khu vườn lâu ngày không được chăm sóc, cắt tỉa. Austin cùng những người bạn đã cải tạo và xây dựng lại các khu vực trong khu vườn của căn biệt thự. Sau khi giành chiến thắng trong một cuộc thi lớn về thiết kế khu vườn, Austin được mời sang căn biệt thự của Calvadori - một nhà thiết kế, kiến trúc sư, nhà làm vườn tài ba biến mất một cách bí ẩn, để sửa sang lại và tìm ra nguyên nhân cho sự mất tích đó.
| STT | Khu vực                                                          | Địa điểm                                    |
| --- | ---------------------------------------------------------------- | ------------------------------------------- |
| 1   | Khu nhà cây (Treehouse Area)                                     | Biệt thự (Mansion)                          |
| 2   | Khu đài phun nước (Fountains Area)                               | Biệt thự (Mansion)                          |
| 3   | Khu đài tưởng niệm (Monument Area)                               | Biệt thự (Mansion)                          |
| 4   | Khu mê cung (Maze Area)                                          | Biệt thự (Mansion)                          |
| 5   | Khu hồ (Water Area)                                              | Biệt thự (Mansion)                          |
| 6   | Khu thác (Cascade Area) & Khu huấn luyện chó (Dog Training Area) | Biệt thự (Mansion)                          |
| 7   | Khu phương Đông (Eastern Area)                                   | Biệt thự (Mansion)                          |
| 8   | Khu chuồng ngựa (Stable Area)(                                   | Biệt thự (Mansion)                          |
| 9   | Khu cắm trại (Picnic Area)                                       | Biệt thự (Mansion)                          |
| 10  | Khu nhà khách (Guest house)                                      | Bên kia sông (Beyond the river)             |
| 11  | Công viên khủng long (Dino park)                                 | Bên kia sông (Beyond the river)             |
| 12  | Khu khoa học (Scientific area)(                                  | Bên kia sông (Beyond the river)             |
| 13  | Khu cổ tích (Fairy tale area)                                    | Bên kia sông (Beyond the river)             |
| 14  | Quần đảo cưới (Wedding archipelago)                              | Bên kia sông (Beyond the river)             |
| 15  | Khu nhà hát (Theater area)                                       | Bên kia sông (Beyond the river)             |
| 16  | Khu bốn mùa (Seasons area)                                       | Bên kia sông (Beyond the river)             |
| 17  | Biệt thự của Calvadori (Calvadori's villa)                       | Khu vườn của Calvadori (Calvadori's garden) |
| 18  | Atlantis (The Atlantis)                                          | Khu vườn của Calvadori (Calvadori's garden) |
| 19  | Thảo cầm viên (Botanical garden)                                 | Khu vườn của Calvadori (Calvadori's garden) |
| 20  | Bảo tàng ngoài trời (Open air museum)                            | Khu vườn của Calvadori (Calvadori's garden) |
| 21  | Hải đăng (Lighthouse)                                            | Khu vườn của Calvadori (Calvadori's garden) |
| 22  | Khu vườn kỳ quan (Garden of wonders)                             | Khu vườn của Calvadori (Calvadori's garden) |
| 23  | Khu du lịch suối nước nóng (Springs rẻott)                       | Khu vườn của Calvadori (Calvadori's garden) |
| 24  | Công viên giải trí (Amusement park)                              | Khu vườn của Calvadori (Calvadori's garden) |
| 25  | Khu vườn cuối cùng của Calvadori (Calvadori's final garden)      | Khu vườn của Calvadori (Calvadori's garden) |
| 26  | Con đường huyền thoại (Legendary path)                           |                                             |

Trong quá trình sửa sang lại khu vườn và điều tra về sự mất tích cua Calvadori, Austin sẽ gặp được rất nhiều các nhân vật hỗ trợ ông hoàn thành các nhiệm vụ trong cốt truyện
| STT | Nhân vật         | Nghề nghiệp & Đặc điểm                                                    |
| --- | ---------------- | ------------------------------------------------------------------------- |
| 1   | Austin           | Quản gia, nhà làm vườn                                                    |
| 2   | William          | Quản gia (đã nghỉ hưu), bố của Austin                                     |
| 3   | Olivia           | Nội trợ                                                                   |
| 4   | Robbie Wood      | Thợ mộc, bạn thuở nhỏ của Austin, sau này trở thành đồng nghiệp của Colin |
| 5   | Melinda Wood     | Bác sĩ thú y, vợ của Robbie                                               |
| 6   | Martha Goodwill  | Chủ cửa hàng thú cưng                                                     |
| 7   | Winston White    | Người quét dọn, sau này trở thành một thám tử tư                          |
| 8   | Colin Stone      | Thợ xây                                                                   |
| 9   | Peter Waters     | Lính cứu hỏa (đã nghỉ hưu)                                                |
| 10  | Carlos Vega      | Thợ sửa ống nước                                                          |
| 11  | Jane Nea Tong    | Nhà khoa học                                                              |
| 12  | Bob Rogers       | Chủ cửa hàng dụng cụ làm vườn                                             |
| 13  | Lucy             | Học sinh, em gái của Steven                                               |
| 14  | Steven           | Học sinh, anh trai của Lucy                                               |
| 15  | Jason Armstrong  | Thợ điện, nhà sáng chế, chồng của Alex                                    |
| 16  | Alex White       | Từng là người quét dọn, cháu gái của Winston và là vợ của Jason           |
| 17  | Nora Green       | Kiểm lâm                                                                  |
| 18  | Henry Right      | Nhà báo                                                                   |
| 19  | Sean Parker      | Nhà khảo cổ học                                                           |
| 20  | Chester Parks    | Nhà làm vườn, bác của Austin, người chủ mới của khu vườn                  |
| 21  | Claire Hoverson  | Phi công trực thăng                                                       |
| 22  | Jean-Louis Odien | Thợ điêu khắc                                                             |
| 23  | Rich Arden       | Nhà làm vườn, nghệ sĩ tỉa cây                                             |
| 24  | Jacques          | Cháu của Jean-Louis                                                       |
| 25  | Andy Tanner      | Họa sĩ                                                                    |
| 26  | Jonathan Mooney  | Phi hành gia (đang dạy tại một trường đại học)                            |
| 27  | Mary             | Không rõ                                                                  |
| 28  | Chaisa Dower     | Nhà sản xuất của The Gardener Show                                        |
| 29  | Matthias Keller  | Nhân viên chính phủ                                                       |
| 30  | Louis Calvadori  | Nhà sáng chế                                                              |
| 31  | Bill Young       | Nhà hải dương học, thủy thủ                                               |
| 32  | Sandra Arden     | Người đi du lịch, blogger, thợ lặn chuyên nghiệp, cháu của Rich           |
| 33  | Elsa Lokken      | Sinh viên đại học                                                         |
| 34  | Susan Boyd       | Thuyền trưởng, người yêu của Bill                                         |
| 35  | Harry Grubbs     | Doanh nhân, CEO của Grubbs Industries                                     |
| 36  | Albert Armstrong | Thợ máy (đã nghỉ hưu), bố của Jason                                       |
| 37  | Master Akira     | Nhà trị liệu                                                              |
| 38  | John Rockit      | Người tổ chức các Event                                                   |
| 39  | Annie Smith      | Người tổ chức các Event                                                   |
| 40  | Elnar Davidsson  | Người tổ chức các Event                                                   |

## Các level match-3
Giống như các trò chơi với cớ chế ghép 3 truyền thống, người chơi sẽ tạo ra các hàng cột bao gồm ít nhất là ba Element (Apples (Táo), Pears (Lê), Hoa (Flowers), Lá (Leaves), Nho (Grapes), Nước (Water)). Người chơi có thể tạo ra các Power-Up và sử dụng các Booster để hoàn thành các yêu cầu của màn chơi nhanh hơn
| STT | Power-Up      | Cách tạo                                                | Tác dụng                                |
| --- | ------------- | ------------------------------------------------------- | --------------------------------------- |
| 1   | Firecrakers   | Ghép bốn Element cùng loại                              | Phá hủy các Element liền kề             |
| 2   | Bombs         | Ghép năm Element cùng loại                              | Phá hủy các Element ttrong bán kính 2 ô |
| 3   | Dynamites     | Ghép sáu Element cùng loại                              | Phá hủy các Element ttrong bán kính 3 ô |
| 4   | TNT           | Ghép bảy Element cùng loại trở lên                      | Phá hủy các Element ttrong bán kính 4 ô |
| 5   | Rainbow Blast | Nạp đủ năng lượng bằng cách kích hoạt các Power-Up trên | Phá hủy các Element được lựa chọn       |

| STT | Booster                    | Tác dụng                                                            |
| --- | -------------------------- | ------------------------------------------------------------------- |
| 1   | Rainbow Blast              | Cung cấp 1 Rainbow Blast khi vào trận                               |
| 2   | Double Bombs               | Cung cấp 2 Bombs khi vào trận                                       |
| 3   | Rainbow Blast and Dynamite | Cung cấp 1 Rainbow Blast và 1 Dynamite khi vào trận                 |
| 4   | Shovel                     | Phá hủy 1 Element mà không làm mất lượt                             |
| 5   | Rake                       | Phá hủy các Element trong một hàng và một cột mà không làm mất lượt |
| 6   | Gardening Glove            | Tráo đổi vị trí củ 2 Element liền kề mà không làm mất lượt          |

Trong một màn chơi sẽ luôn có một hoặc một vài yêu cầu nhất định cần phải hoàn thành. Nếu không hoàn thành, người chơi sẽ bị mất 1 Live. Các Element có thể thộc 3 loại là nhiệm vụ, ngăn cản và hỗ trợ
| STT | Element                               | Cách tác động        | Đặc điểm | Điều kiện đặc biêt                                                                                                  | Loại                                 |
| --- | ------------------------------------- | -------------------- | --- | --- | ------------------------------------ |
| 1   | Chú lùn (Gnomes)                      | - Match-3 - Power-Up | BỊ che bởi lá (tối đa 4 lớp) | Dọn lá để tìm chú lùn                                                                                               | Nhiệm vụ                             |
| 2   | Hộp (Boxes)                           | - Match-3 - Power-Up | - Có thể cần tối da 5 matches để phá - Ngăn các Element không cho di chuyển - Có thể chứa các Power-Up bên trong                                | Không | Nhiệm vụ, ngăn cản                   |
| 3   | Nứoc chanh (Lemonade)                 | Không                | Không | Đưa xuống dưới cùng bàn chơi để thu thập                                                                            | Nhiêm vụ                             |
| 4   | Xích (Chain)                          | - Match-3 - Power-Up | - Có thể cần tối đa 3 matches để phá - Khóa các Element bên trong không cho di chuyển                                                           | Không | Ngăn cản                             |
| 5   | Hạt sồi (Acorn)                       | - Match-3 - Power-Up | - Có thể cần tối đa 2 matches để phá - Có thể dùng Rainbow Blast để phá toàn bộ hạt sồi như các Basic Element                                   | Không | Nhiệm vụ, ngăn cản                   |
| 6   | Dòng suối (Stream)                    | Không                | Di chuyển tất cả các Element ở trên các lá sen (Lily Pads) cứ sau mỗi một lượt                                                                  | Không | Ngăn cản                             |
| 7   | Băng (Ice)                            | - Match-3 - Power-Up | Có thể cần tối đa 2 matches để phá | Không | Nhiệm vụ, ngăn cản                   |
| 8   | Hoa (Flowers)                         | - Match-3 - Power-Up | Có thể thay thế bất kì vị trí của Basic Element nào khi được xuất ra                                                                            | Tác động 3 lần vào bồn trồng hoa (Flowerbed) để có hoa                                                              | Nhiệm vụ                             |
| 9   | Tường giữa các ô (Wall between tiles) | Không                | - Không cho di chuyển các Element sang một hướng nhất định - Không thể bị phá                                                                   | Không | Ngăn cản                             |
| 10  | Cổng dịch chuyển (Portals)            | Không                | Di chuyển các Element rơi xuống cổng vào một vị trí khác trong bàn chơi                                                                         | Không | Ngăn cản, hỗ trợ                     |
| 11  | Đất (Soil)                            | - Match-3 - Power-Up | - Chiếm các ô trong bảng chơi - Có thể giấu các Power-Up hoặc một số Element thuộc nhóm nhiệm vụ bên trong - Có thể cần tối đa 4 matches để phá | Không | Ngăn cản                             |
| 12  | Ngọc lục bảo (Emerald)                | - Match-3 - Power-Up | Không | Không | Nhiệm vụ                             |
| 13  | Hòa đá (Stone)                        | - Match-3 - Power-Up | Không | Tác động bằng cách kich hoạt Power-Up trước rồi sau đó phá bằng matches hoặc Power-Up đều được                      | Ngăn cản                             |
| 14  | Mật ong (Honey)                       | - Match-3 - Power-Up | Có thể lan ra nếu không bị tác động | Không | Nhiệm vụ, ngăn cản                   |
| 15  | Đom đóm (Fireflies)                   | - Match-3 - Power-Up | Chỉ thả 1 con đom đóm bị nhốt trong lọ mỗi lần lọ bị tác động lên                                                                               | Không | Nhiệm vụ                             |
| 16  | Bướm (Butterflies)                    | - Match-3 - Power-Up | Bay lên trên và thoát ra khỏi bàn chơi đồng thời xáo trộn vị trí các Element trong đường bay                                                    | Matches bắt buộc phải cùng màu với bướm                                                                             | Nhiệm vụ                             |
| 17  | Pháo hoa (Fireworks)                  | - Match-3 - Power-Up | Tác động hoặc phá hủy 3 Element ngẫu nhiên nếu được tác động                                                                                    | Matches bắt buộc phải cùng màu với pháo hoa                                                                         | Nhiệm vụ, hỗ trợ                     |
| 18  | Máy cắt cỏ (Lawnmower)                | - Match-3 - Power-Up | Phá hủy toàn bộ các Element có thể tác động trên đường đ của nó                                                                                 | Cần thu thập đủ lượng Baisic Element đúng theo màu của máy cắt cỏ để kích hoạt                                      | Hỗ trợ                               |
| 19  | Hộp có màu (Colored boxes)            | - Match-3 - Power-Up | - Có thể cần tối đa 4 matches để phá - Ngăn các Element không cho rơi xuống                                                                     | Matches tác đọng vào hộp cần đứng theo màu của hộp                                                                  | Nhiệm vụ, ngăn cản                   |
| 20  | Túi bí ẩn (Mystery sacks)             | - Match-3 - Power-Up | Cho ra bất kì một Element hoặc Power-Up nào đó (trừ Rainbow Blast)                                                                              | Nếu dùng matches thì bắt buộc phải cùng màu với túi                                                                 | Nhiệm vụ, ngăn cản, hỗ trợ           |
| 21  | Lọ mật ong (Jars of Honey)            | - Match-3 - Power-Up | Cho ra một ô có mật ong nếu bị phá | Không | Nhiệm vụ, ngăn cản                   |
| 22  | Dây leo (Ivy)                         | - Match-3 - Power-Up | - Có thể khóa các Element lại ở giai đoạn 2 - Có thể lan ra các ô khác nêis không bị tác động - Có thể cần tối đa 2 matches để phá hủy          | Không | Nhiệm vụ, ngăn cản                   |
| 23  | Nấm (Mushroom)                        | - Match-3 - Power-Up | Không cho các Element di chuyển qua nó | Phá toàn bọ cây nấm thì cụm nấm sẽ biến mất                                                                         | Ngăn cản                             |
| 24  | Hộp nổ (Boom box)                     | Match- 3             | Càn quét và phá hủy hoặc tác động vào toàn bộ các Element có thể tác động trên bàn chơi                                                         | Tạo ra các matcjes tương ứng với các màu có trên hộp                                                                | Hỗ trợ                               |
| 25  | Tổ ong (Honeycomb)                    | Không                | - Tạo ra mật ong nếu như không còn mật ong trên bàn chơi - Không thể bị phá                                                                     | Không | Ngăn cản                             |
| 26  | Thảm picnic (Picnic blanket)          | Không                | Che các Element bên trong và không cho chúng di chuyển                                                                                          | Thu thập đủ Element được yêu cầu trên mỗi chiếc thảm để lật mở nó                                                   | Ngăn cản                             |
| 27  | Tượng (Statues)                       | Power-Up             | Không | Kích hoạt các Power-Up ba lần để thu thập                                                                           | Nhiệm vụ                             |
| 28  | Lá sen chưa mở (Growing water lily)   | - Match-3 - Power-Up | - Không Element nào có thể ở trên lá sen trừ khi nó mở ra hoàn toàn - Nếu không bị tác động trong quá trình mở, lá sen sẽ tự động đóng lại      | Tạo 2 matches hoặc kích hoạt Power-Up hai lần liên tiếp để lá sen mở ra hoàn toàn                                   | Ngăn cản                             |
| 29  | Phao câu cá (Fishing float)           | - Match-3 - Power-Up | Có thể liên tục xuất hiện và biến mật ở bất kì vị trí nào trong bàn chơi (phải ở suối)                                                          | Các matches tác động lên phải cùng màu                                                                              | Nhiệm vụ                             |
| 30  | Lọ mứt (Jam jar)                      | - Match-3 - Power-Up | Phần mứt bên trong có màu của matches tác động lên nó                                                                                           | Làm đầy lọ mứt bằng matches sau đó thu thấp bằng cách tạo matches cùng màu với mứt trong lọ hoặc kích hoạt Power-Up | Nhiệm vụ                             |
| 31  | Mật ong kết tinh (Crytallize honey)   | - Match-3 - Power-Up | Tạo ra mật ong khi bị phá hủy | Không | Nhiệm vụ, ngăn cản                   |
| 32  | Bao lá (Bag of leaves)                | - Match-3 - Power-Up | Chứa chú lùn và lá bên trong | Tác động 3 lần vào bao để mở sau đó thu thập chú lùn bên trong                                                      | Nhiệm vụ                             |
| 33  | Cỏ (Grass)                            | - Match-3 - Power-Up | - Ngăn các Element không cho rơi xuống - Có thể cần tối đa 2 matches để phá hủy                                                                 | Không | Nhiệm vụ, ngăn cản                   |
| 34  | Dây thừng (Rope)                      | - Match-3 - Power-Up | - Không cho di chuyển các Element sang một hướng nhất định - Có thể cần tối đa 3 matches để phá hủy                                             | Không | Ngăn cản                             |
| 35  | Gói pháo hoa (Sealed fireworks)       | - Match-3 - Power-Up | Chứa một lượng pháo hoa nhất định | Không | Hỗ trợ                               |
| 36  | Bình ga (Gas Cylinder)                | - Match-3 - Power-Up | Nếu không phá hủy trước khi thời gian trên bình quay về 0, màn chơi sẽ được coi là thua                                                         | Matches bắt buộc phải cùng màu với bình ga                                                                          | Ngăn cản                             |
| 37  | Máy phát (Generator)                  | - Match-3 - Power-Up | Tạo ra một Element bất kì sau một vài ô | Không | Hỗ trợ, ngăn cản                     |
| 38  | La bàn (Compass)                      | - Match-3 - Power-Up | Kim chỉ hướng có thể quay theo hướng bất kì sau mỗi lượt                                                                                        | Matches phải theo đúng hướng của kim la bàn đang chỉ                                                                | Nhiệm vụ                             |
| 39  | Bao dây leo (Sacks of Ivy)            | - Match-3 - Power-Up | Tạo ra dây leo khi bị phá hủy | Không | Nhiệm vụ, ngăn cản                   |
| 40  | Thùng giữ lạnh (Cooler)               | - Match-3 - Power-Up | - Đóng băng 3 Element bất kì khi bị tác động - Cần tối đa 3 matches để dùng hết đá trong thùng và làm thùng biến mất                            | Không | Nhiệm vụ, ngăn cản                   |
| 41  | Element dính bùn (Muddy pieces)       | - Match-3 - Power-Up | Làm cho các matches gồm có Element dính bùn không được tính vào phân thu hoạch trong các nhiện vuj thu thập                                     | Dùng Power-Up để loại bỏ phần bùn                                                                                   | Ngăn cản                             |
| 42  | Kẹo (Candy)                           | - Match-3 - Power-Up | - Cần tối đa 3 lần tác động để lây dược kẹo trong Piñata - Piñata bị phá sẽ phóng 3 viên kẹo về 3 vị trí ngẫ nhiên trên bàn chơi                | Phá Piñata rồi thu thập kẹo                                                                                         | Nhiẹm vụ                             |
| 43  | Vịt cao su (Rubber ducks)             | - Match-3 - Power-Up | - Chứa các Power-Up hoặc Element bất kì - Xuất hiện trên một vị trí có nước ngẫu nhiên và biến mất sau một lượt mà không bị tác động            | Không | Hỗ trợ                               |
| 44  | Cây hương bồ (Cattails)               | - Match-3 - Power-Up | - Ngăn không cho các lá sen trôi theo chiều dòng suối - Có thể cần 3 matches để phá                                                             | Không | Ngăn cản                             |
| 45  | Khinh khí cầu (Hot-air balloons       | - Match-3 - Power-Up | Không | Tạo các matches với các Element bị buộc vào hoặc kích hoạt trực tiếp Power-Up để tháo dây của các Element bị buộc   | Nhiệm vụ                             |
| 46  | Dừa (Coconuts)                        | Power-Up             | Có thể cần tối đa 3 lần kích hoạt Power-Up để phé                                                                                               | Không | Nhiệm vụ, ngăn cản                   |
| 47  | Bánh (Pies)                           | Match-3              | Có thể cần tối đa 6 matches để thu thập toàn bộ bánh                                                                                            | Các natches bắt buộc phải cùng màu với các lát bạnh                                                                 | Nhiệm vụ                             |
| 48  | Cầu dây (Rope bridges)                | - Match-3 - Power-Up | Không | Tháo toàn bộ dây của một tấm gỗ thì tấm gỗ biến mất                                                                 | Ngăn cản                             |
| 49  | Ống dẫn nước (Hose)                   | - Match-3 - Power-Up | Mỗi lần tác động chỉ có thể làm cho dây bị cuộn vào 1 ô                                                                                         | Không | Nhiệm vụ, ngan cản (/chưa chắc chắn) |
| 50  | Thỏ con (Bunnies)                     | - Match-3 - Power-Up | Có thể di chuyển qua các khối cỏ gần kề liên tục                                                                                                | Không | Nhiệm vụ                             |
| 51  | Cỏ dại (Weeds)                        | - Match-3 - Power-Up | - Ngăn các Element không cho di chuyển - Có thể mọc thêm 1 ô sau mỗi lượt đi - Không thể bị phá hủy                                             | Không | Ngăn cản                             |
| 52  | Khối cầu ma thuật (Magic balls)       | - Match-3 - Power-Up | - Sẽ chuyển màu sau mỗi lần matches tác động thành công - Có thể cần tối đa 6 matches để thu thập                                               | Tạo matches đủ số lần với khối cầu để thu thập                                                                      | Nhiệm bụ                             |
| 53  | Bọ rùa (Ladybugs)                     | - Match-3 - Power-Up | - Di chuyển lên trên và xáo trộn vị trí các Element - Khi bị rơi xuống sẽ không di chuyển lên trên trong vòng 1 lượt                            | Đưa xuống dưới cùng bàn chơi để thu thập                                                                            | Nhiệm vụ                             |
| 54  | Bạt (Tarp)                            | - Match-3 - Power-Up | Che các Element bên trong và không cho chúng di chuyển                                                                                          | Tháo bỏ toàn bộ dây để loại bỏ tấm bạt                                                                              | Ngăn cản                             |
| 55  | Chậu trồng cây (Planters)             | - Match-3 - Power-Up | Có thể cần tới 6 matches để thu thậ các chậu cây                                                                                                | Matches phải cùng màu với bông hoa đang nở trong hợp chậu cây                                                       | Nhiệm vụ                             |
| 56  | Khối đá (Rocks)                       | Power-Up             | Có thể cần tới 3 lần kích hoạt Power-Up đê thu thập toàn bộ ngọc lục bảo bám trên đá                                                            | Không | Nhiệm bụ                             |
| 57  | Hộp thư (Mailbox)                     | - Match-3 - Power-Up | - Đóng và mở luân phiên sau sau mỗi lượt - Không thể thu thập thư khi hộp thư đang đóng - Có thể cần tới 3 matches để thu thập toàn bộ thư      | Không | Nhiệm bụ                             |
| 58  | Chuột chũi (Moles)                    | - Match-3 - Power-Up | Có thể di chuyển qua các khối đât gần kề | Không | Nhiệm bụ                             |
| 59  | Khối cầu năng lượng (Energy spheres)  | - Match-3 - Power-Up | - Nổ và càn quét các Element gần kề khi được nạp đầy - Cần 4 matches để nạp đầy                                                                 | Không | Hỗ trợ                               |
| 60  | Giếng (Well)                          | - Match-3 - Power-Up | - Cần 3 matches để kéo được thùng nuóc lên - Sẽ chìm xuống dần nếu không bị tác động trong quá trình kéo                                        | Không | Nhiệm vụ                             |
| 61  | Rương (Chest)                         | - Match-3 - Power-Up | - Bên trong chứa hai chai nhỏ đựng hai cuộn giấy - Cần tối đa 6 matches để thu thập 1 cuộn giáy                                                 | Không | Nhiệm vụ                             |

## Đón nhận
Hơn 7,5 triệu người chơi Gardenscapes mỗi ngày. Facebook đặt tên cho nó là trò chơi của năm 2016. Kể từ tháng 4 năm 2017, ZDNet ước tính Gardenscapes đã được tải xuống trên thiết bị Android hơn 10 triệu lần, xếp thứ 11 trong danh sách tải xuống trò chơi Android và đã tạo ra tổng doanh thu vượt quá 150 triệu đô la. Đến tháng 11 năm 2017, tổng số lượt tải đã vượt hơn 92 triệu lượt.
Gardenscapes, cùng với các trò chơi khác của Playrix, ngày càng bị chỉ trích trên internet vì hiển thị các quảng cáo gây hiểu lầm mô tả lối chơi không phản ánh chính xác trò chơi. Một số diễn đàn Reddit được dành riêng cho việc này. Vào cuối năm 2019, một bản kiến nghị Change.org đã được thiết lập để "Dừng quảng cáo trò chơi giả trên thiết bị di động", trong đó trích dẫn Gardenscapes là một ví dụ điển hình.  